# Rob Williams
Robert Aaron Williams, detto Rob (Houston, 5 maggio 1961 – Katy, 10 marzo 2014), è stato un cestista statunitense, professionista nella NBA.

## Carriera
Venne selezionato dai Denver Nuggets al primo giro del Draft NBA 1982 (19ª scelta assoluta).

## Palmarès
- NCAA AP All-America Third Team (1981)